# بلیندا اسنل
بلیندا اسنل (انگلیسی: Belinda Snell؛ زادهٔ ۱۰ ژانویهٔ ۱۹۸۱) بازیکن بسکتبال اهل استرالیا است.
از باشگاه‌هایی که در آن بازی کرده‌است می‌توان به فینکس مرکوری اشاره کرد.
وی در مسابقات کشوری و بین‌المللی در مجموع برندهٔ ۳ مدال طلا، ۳ مدال نقره، ۲ مدال برنز شده‌است.